# Thurston Glacier
Thurston Glacier är en glaciär i Antarktis. Den ligger i Västantarktis. Inget land gör anspråk på området.
Terrängen runt Thurston Glacier är varierad. Trakten är obefolkad. Det finns inga samhällen i närheten.